# Annatto

A bixin, az annatto fő apokarotinoidja

Az annatto (E160b, bixin), az amerikai kontinens trópusi égövében honos orleánfa (Bixa orellana L.) nevű fa terméséből kivont piros színű élelmiszer-adalék. Illata „kissé paprikás, egy csipetnyi szerecsendióval”, íze „kissé édes-paprikás”.
Az annattót az orleánfa magját körülvevő piros gyümölcshúsból lehet kivonni. Felhasználják többek között Cheddar-sajtok, Leicester-sajtok, Brie-sajtok, margarinok, vajak, rizs és füstölt halak, valamint jégkrémek, fagylaltok színezéséhez.

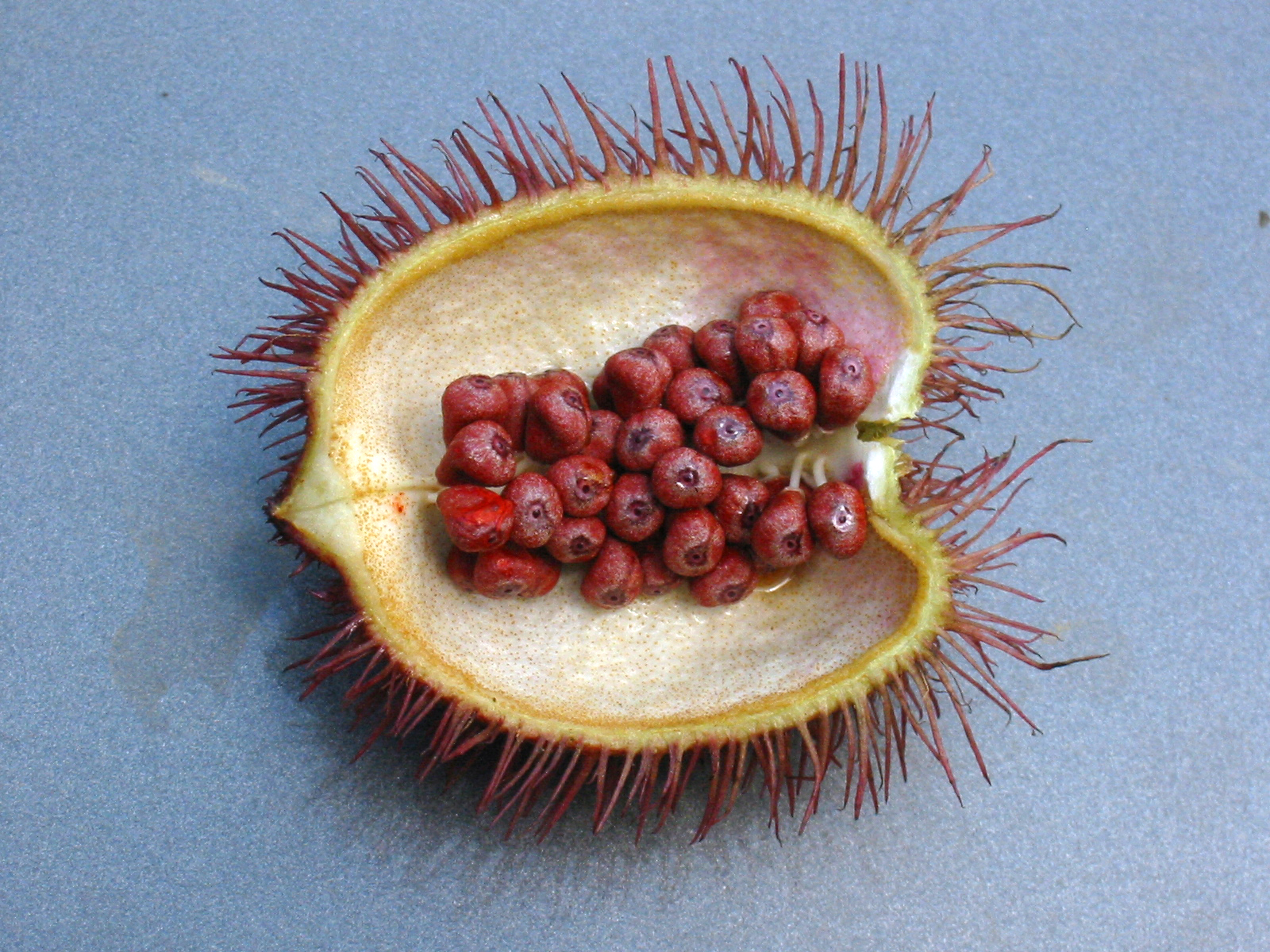
Az orleánfa (Bixa orellana) magjai

Az annatto Latin-Amerikában és a Karibi-térségben elterjedt, elsősorban fűszerként és színezékként használják. A Közép- és Dél-Amerikai bennszülöttek testfestéshez, és rúzsként is alkalmazták. Néhány helyen ezért az orleánfát rúzsfának is hívják. Szintén tartalmazza a tipikus dél-mexikói (chiapasi) ital, a tascalate is.
Élelmiszer-adalékanyagként az annatto száma az E160b. Az annattónak a zsíroldékony összetevőjét bixinnek, a vízoldékony részét norbixinnek hívják, mindkét anyagnak ugyanúgy E160b a kódja.
A Colour Index International szerinti kódja CI 75120